# Lijst van Nederlandse schoenfabrieken
Dit is de Lijst van Nederlandse schoenfabrieken.
Sinds onheuglijke tijden worden in Nederland schoenen gemaakt voor de lokale, regionale en landelijke markt, eeuwenlang door thuiswerk, in steden verenigd in een ambachtsgilde. Sinds 1880 neemt de seriematige productie steeds meer toe. Door de industrialisatie worden de schoenen in toenemende mate in fabrieken geproduceerd. Sindsdien is er sprake van een steeds dominantere, actieve, innoverende, specialistische en professionele schoenindustrie. Deze nijverheid heeft grote economische ontwikkelingen tot gevolg gehad.
Deze traditionele industrie is hoofdzakelijk ontstaan in De Langstraat, met dorpen zoals Kaatsheuvel, Waalwijk en Dongen. Dit houdt verband met de opkomst van de leerlooierijen die het leer weer konden afzetten aan de schoenfabrieken. Daarnaast was er veel arbeidspotentieel. Veel mensen hadden weinig of geen werk en gingen in de arbeidsintensieve schoenindustrie werken. Op enig moment, omstreeks 1965, waren er vrijwel 20.000 mensen direct werkzaam in de schoenindustrie.
In 1965 heeft de schoenindustrie de laatste toename in aantal geproduceerde paren gerealiseerd. Sinds 1966 is de neergang van de schoenfabrieken op gang gekomen. Dit heeft onder andere te maken met de grenzen die verder geopend zijn door de oprichting van de EEG. De Nederlandse schoenindustrie kreeg te maken met hevige concurrentie van de veel goedkopere schoenen uit Italië. Veel fabrieken hebben deze concurrentie niet kunnen overleven. In een later stadium, halverwege de jaren 70, kwam er nog meer concurrentie uit Spanje en Portugal. De producties uit Taiwan en China hebben de schoenproductiebedrijven midden jaren 80 de definitieve nekslag gegeven.
Decennialang zijn er dus in Nederland schoenen geproduceerd. Ook pantoffels en sportschoenen werden er volop geproduceerd. Onderstaand overzicht dient als lijst van de schoenfabrieken en eventuele merknamen die voor deze geschiedschrijving verantwoordelijk waren.

## A
- L. Adriaanse, Besoijen
- 'Aero' schoenfabriek (Cloin), Dongen
- Schoenfabriek Agrigento L. van Eeten, Tilburg (opgeheven in 1960)
- Schoenfabriek Angelique, Tilburg (opgeheven in 1974)
- 'Angora' damesschoenen, Tilburg
- J. van Arendonk, 'Jarendo' dames- en herenschoenen, Tilburg (opgericht in 1884)
- Schoenfabriek 'Anita' J.H. Vesters b.v. Damesschoenen, Waalwijk (opgericht in 1929, gesloten in 1995) – met een fabriek in Rijswijk Noord-Brabant (1965 stikatelier, 1966 uitgebreid met snijderij, 1967: grote uitbreiding), en later nog enige jaren in Giessen
- Jos Aussems, Waalwijk

## B
- G. Bakx & zonen kinderschoenen, Gilze (1974-1981), merk Gerba
- 'Bata' veiligheidsschoenen, Best (opgericht in 1894)
- 'Beclere', Beerens en Clerkx, Waalwijk
- L. de Beer, Tilburg
- Schoenfabriek van Beers bv, Kaatsheuvel
- Schoenfabriek Beertjes, Tilburg (opgeheven in 1972)
- Fa. A. van den Bergh/NV Van den Bergh's Stoomschoenfabriek, 's-Hertogenbosch
- Jac. Bergmans, 'Pinocchio' en 'Jaguar' kinder- en jeugdschoenen, Waalwijk
- M. Bergmans & Zn. 'Luxy' damesschoenen, Waalwijk
- Berkelmans herenschoenen, Oisterwijk
- J. van den Besselaar, Valkenswaard (1871 opgericht als leerlooierij; ca. 1890 schoenfabriek)
- Van Best, Kaatsheuvel
- M. van Beurden, Loon op Zand
- W. van Beurden, Loon op Zand
- J. B. Biemans en Co., Eerste Rijensche Stoomschoenfabriek, Rijen (1921-1927)
- 'Black Rose', H. de Munnik, Drunen
- Anton van Bladel, luxe dames maatwerkschoenen, Waalwijk
- A. van Bladel 'Skelter' kinderschoenen en 'd-Antonio' jeugd- en damesschoenfabriek, Waalwijk (opgericht in 1920, gesloten in 1984)
- H.J. van Bladel, 'Princes', damesschoenen, Waalwijk (opgericht in 1918, overgenomen door schoenfabriek 'Anita' in 1964)
- L. Blankers, Tilburg
- 'Blenzo' pantoffelfabriek, Etten-Leur (opgericht in 1946)
- N.V. Nederlandse Schoenenunie Bloch & Stibbe, 'Hollandia', Waalwijk (1955-1967 filiaal te Gilze)
- J. Blok van Heyst, luxe damesschoenen, Waalwijk (opgericht in 1895)
- Schoenfabriek Wed. J.P. van Bommel, Moergestel (opgericht in 1734 te Breda)
- C.M. de Bondt, Loon op Zand
- J. de Bondt, Loon op Zand
- Wed. D.P de Booy, 's-Hertogenbosch
- L. Borsten, Loon op Zand
- Gebr. Bots, Valkenswaard (1911 opgericht)
- W.H. van Bovendeert, Boxtel
- Fa. J. van Boxtel, Van Boxtel & co., stoomschoenfabriek, Dongen
- 'Brabant', Gebr. Spee, Drunen.
- 'Brandaris', damesschoenen, Kaatsheuvel
- H. Brands 'Le chic Paris' damesschoenen, Loon op Zand
- L. Brekelmans, Tilburg
- Schoenfabriek Brigitte, Tilburg (opgeheven in 1970)
- Van den Broek-Jacobs, Hilvarenbeek
- Jac. van den Broek, Dongen
- Broekmans, damesschoenen, Tilburg
- Bresson 'Lancia' damesschoenen, Tilburg
- Gebroeders Brok, damesschoenen, Drunen
- Van den Brule Oisterwijk 1919-1927
- Blackstone Footwear, Gouda

## C
- 'Caro' kinderschoenen, Haaren
- N.V. Schoenfabriek Chrijsant, Tilburg (opgeheven in 1940)
- Chrystall dameschoenen, Waalwijk
- Cloïn, Dongen.
- Coesmans, 'Perfino', damesschoenen, Waspik
- Credo, schoen- en pantoffelfabriek, Tilburg
- Van Cromvoirt, kinderschoenen, Drunen
- 'Cupido' pantoffelfabriek, Oisterwijk

## D
- H. Daggers & Zn. 'Dago' dames- en herenschoenen, Veendam
- Gebr. Damen, 'Climax' damesschoenen, Kaatsheuvel
- Wed. A.J.M. van Delft, Waalwijk
- 'Derby' paardrijlaarzen, Schaapsmeerders-vanStrien, Waspik
- 'Diana' schoenfabriek, L. Berens, Kaatsheuvel
- Gebr. Dingemans, damesschoenen, Kaatsheuvel
- Dirksen 'Neskrid' veiligheidsschoenen, Kaatsheuvel (opgericht in 1924)
- W. Donders 'Marlise' meisjes- en damesschoenen, Kaatsheuvel
- Otto A. Donkers, damesschoenen, Waalwijk (opgericht in 1878)
- Dordmond-Pennock, Van, Kaatsheuvel
- Van Drongelen, Sprang-Capelle
- A. van Drunen de Wijs, Drunen
- 'Duifjes' meisjes- en kinderschoenen, Moergestel
- N.V. Schoenfabriek Dukdalf, Tilburg (opgeheven in periode 1950-59)
- Van Drunen Schoenfabriek, Drunen (opgericht in 1913) Onder meer de merken Gijs en Durea
- Durabel Schoenfabriek BV, Kaatsheuvel (opgericht 1934, omgezet in JJ Shoes B.V. in 2006)
- Dutch Footwear Masters, sinds 2013, houder van het veiligheidsschoenen merk FootFellas, Waalwijk

## E
- Electrische Schoenfabriek, Tilburg (opgeheven in 1924)
- P. Elias & zn. 'Manuella' damesschoenen, Tilburg
- P. Elshout, 'Rex' kinderschoenen, Drunen
- Schoenfabriek A. van der Elzen, Tilburg (opgeheven in 1958)
- J. Van Esch, damesschoenen, Loon op Zand
- 'Empress' damesschoenen, Nijmegen
- Emma veiligheidsschoenen, Brunssum
- Epsom schoenfabriek, Tilburg (opgeheven in 1966)
- P.J. Erren & Zonen, Afferden (1890-1928)

## F
- Fedra, Drunen
- H. Fijneman, Oosteind
- 'Fort' Haarlem (geheel verplaatst naar Klazienaveen omstreeks 1956)
- Schoenfabriek Franken, Tilburg (opgeheven in 1965)
- 'FUT' herenschoenen, Ravenstein (1932 failliet)

## G
- J.A.J. van Gastel 'Beniamino' en Bunnies' kinderschoenen, Kaatsheuvel (opgericht in 1958)
- 'Gelria' damesschoenen, Lichtenvoorde
- Gerla, functionele leren klompen, Alphen (opgericht in 1904)
- Anton van Gils, 'Avang' herenschoenen, Moergestel (opgericht in 1860, overgenomen door Van Bommel in 2001)
- 'De Goliath' sportschoenen, Tilburg
- Gebr. De Graaff, damesschoenen, Waalwijk
- Leon de Graaff, Waalwijk
- J. de Gouw 'Diorca' schoenfabrieken
- Greve B.V., Waalwijk
- Jos. Groenen, Besoyen (opgericht in 1873; 1913 naamloze vennootschap)
- Van Gulik, Kaatsheuvel

## H
- Schoenfabriek W.H. van Haaren, Veha damesschoenen, Kaatsheuvel (opgericht in 1924, opgeheven rond 1970)
- B.J.F. Hamers 'Albatros' en 'Martello' slipperfabriek, Loon op Zand
- M.D. van der Hammen, damesschoenen, Waalwijk
- Van Haren fabriek Ivo van Haren 'Van Haren' dames-, heren- en kinderschoenen, Waalwijk
- 'Helioform' damesschoenen, Drunen
- C. Hendriks, damesschoenen, Waalwijk
- 'Henka' damesschoenen, Groesbeek
- 'Heideroosje' kinderschoenen, Tilburg
- G. van der Heijden, Oisterwijk
- G. C. van der Heijden, Kaatsheuvel
- Heijs, Kaatsheuvel
- C.M. van Heijst, 'Correct' shoes, damesschoenen, Kaatsheuvel
- 'Herba', Amsterdam
- N.V. Hittel & v.d. Mije's Schoenfabriek, Tilburg (opgeheven in 1943)
- Holland Amerika, Dongen
- 'De Horizon', damesschoenen, Kaatsheuvel
- Horman-Brands, Loon op Zand
- L. van den Hoven 'Dutch shoe works', Kaatsheuvel (opgericht in 1920)
- 'Hilver' F. de Wert & zn, herenschoenen, bromfietslaarzen, sandalen en werkschoenen, Hilvarenbeek
- H.A. Hulshof (& Co.)/N.V. tot Exploitatie van Hulshof's Verenigde Fabrieken, Lichtenvoorde. (1876 opgericht; schoenfabricage tot 1925)
- Van Hulten Orthopedie B.V., orthopedische schoenen, Drunen
- HUB Footwear, Den Haag

## I
- Van Iersel, Oisterwijk

## J
- Joh. Jacobs-Franken, damesschoenen, Dongen (opgeheven in 1923) merk Jafra
- 'Jagil' schoenfabrieken, Gilze (1905 eigen schoenmakerij door Piet Jacobs, 1953 failliet > voortgezet door Ant. Trommelen, 1972 productie gestaakt; Jagil=JAcobs GILze, de merknaam, naast Hector)
- Schoenfabriek N. Jansen, Tilburg (opgeheven in 1968)
- 'Jochie' kinderschoenen, Rijen
- C. de Jong, stoomschoenfabriek, Gilze (1885 opgericht, met thuiswerkers; 1898 schoenfabriek; 1927 NV, 1962 deelnemer in NV Verenigde Schoenfabrieken Holland; 1973 geliquideerd) merk Aristo
- 'Jupiter' damesschoenen, Oisterwijk
- JJ Footwear BV, dames laarzen en schoeisel, voorheen Durabel Schoenfabriek, tot 2008 in Kaatsheuvel, daarna in Waalwijk. Merkhouder van JJ Footwear en ZOO Adventure
- Janssens Schoenfabrieken NV, Oisterwijk

## K
- J. Kemmeren damesschoenen, Kaatsheuvel
- G. Koks en Zonen, Gilze (1920-1927), merk Kozo
- Kerst en Oerlemans 'Rembrandt' herenschoenen, Sprang-Capelle
- W. Klerkx & Zn. Schoenfabrieken CV, Rijen
- Klijberg-Pernot 'Hollandia' damesschoenen, Waalwijk
- Schoenfabriek A. Klomp van de Wiel, Tilburg (opgeheven in 1970)
- F.J. Koolen, damesschoenen, Kaatsheuvel
- A. en J. de Kort 'Troked' damesschoenen, Waalwijk
- H.H. de Kort- Wingels 'La Reine' damesschoenen, Waalwijk
- J. Kosters & Zn. 'Donnafix' damespantoffels, 'Gentlemen' herenpantoffels, Oisterwijk
- Kosters/van der Linden Schoenfabriek, Oisterwijk 'KoLindO' (opgericht 1953, gesloten 1958)
- Kuipers, Hilvarenbeek

## L
- Lancia Schoenfabriek N.V., Tilburg (opgeheven in 197?)
- J.F.G. Larsen 'La Hollande', damesschoenen, Oisterwijk
- J.B. Leenheers, Waalwijk
- Schoenfabriek Leony Fashion Tilburg B.V., Tilburg (opgeheven in 1992)
- G. van Lier, 'Van Lier' herenschoenen, Loon op Zand (opgericht in 1815)
- Gebr. M. en A. van Lier BV (Martijn en Andre), 'Paola' damesschoenen, Loon op Zand
- J.A. Ligtenberg 'JAL' en 'Cowboy', damesschoenen, Dongen (opgericht in 1881, gesloten in 1983)
- A. en M. Ligtenberg, Dongen
- Schoenfabriek Litoka B.V., Tilburg (opgeheven in 1976)
- Loints of Holland, Sprang-Capelle (opgericht in 1918)
- Van Loon's schoenfabrieken, Gilze (1955-1967) merk VLG
- N.V. Schoen- en lederfabriek Corn. van Loon ('Windsor') Dongen (1926 NV)
- Mart. van Loon-Koks, Gilze (1917-1928), merk The Loco Shoe
- Schoenfabriek H.J. Louer B.V., Tilburg (opgeheven in 1983)
- N.V. Schoenfabriek v/h W. Lourijsen & Zn. 'Pullman' herenschoenen, Dongen
- J. de Louw N.V. schoenfabriek, Waalwijk

## M
- NV Maas en Waal stoomschoenfabriek en Lederfabriek, Druten
- J. Mannaerts, dames- en herenschoenen, Tilburg (opgericht in 1846)
- 'Marathon' heren- en damessandalen, Waalwijk (opgericht in 1946, gesloten in 1983)
- Schoenfabriek Margriet, Tilburg (opgeheven in 1968)
- 'Mariam' damesschoenen, Snaphaan, Kaatsheuvel
- 'Marion' (Gebr. v. Gorcum en M. v.d. Lee), Drunen
- 'Martino', kinder- en meisjesschoenen, Kaatsheuvel
- Gebr. van de Meerakker, Aalst
- J.A. Mels, Oisterwijk. (1911 overgenomen door J. van Arendonck's Schoen- en Lederfabrieken)
- H. van Mierlo, schoenfabriek, Kaatsheuvel
- B.V. Schoenfabriek vh H. van Mierlo, Tilburg (opgeheven in 1973)
- NV van de Miessens, Stoomschoenfabriek en Lederhandel, Gorinchem
- A. v.d. Mije en zoon, cosy-pantoffels, Zandvoort
- H. Moeskops, Veldhoven
- Molina, Amsterdam
- A.A. Moonen, Vrijhoeve-Capelle
- J.A. van Mosselveld 'Moka' kinder- en meisjesgroepen, Kaatsheuvel
- Gebrs. de Munnik, 'Lydia', schoenfabriek, Drunen
- M. de Munnik, Schoenfabriek 'LYDIA', Waalwijk

## N
- 'Neerlandia' damesschoenen, Loon op Zand
- Neskrid veiligheidschoenen, Kaatsheuvel (opgericht 1924)
- Nialko Schoenfabriek, Tilburg (opgeheven in 1966)
- Nimco, zie bij Verschuur
- 'Nirva' herenschoenen, Valkenswaard
- 'De Nivosch' schoenfabriek, Volendam
- W. van Nieuwstad & Zn. 'Nova Citta', Kaatsheuvel
- Nobel NV Damesschoenen WJ Aussems Kaatsheuvel
- N.V Nederlandsche Schoenindustrie v/h Gebroeders Hoogenbosch
- NUBIKK schoenen Waalwijk

## O
- F.J. Oosterwaal, 'Laretso', Kaatsheuvel
- Oomens, Waalwijk
- de Ooievaar kinderschoenfabriek Groesbeek
- Schoenfabriek Orelia, Tilburg (opgeheven in 1970)
- Ostara, Purmerend(?), Nijmegen

## P
- 'Pallas' schoenfabriek, Groesbeek
- J. Paymans & Zn. 'Pazo' Dames- en herenschoenen, Oisterwijk
- Pelikaan, Rijen
- Pelikaan Schoenfabriek, Tilburg (opgeheven in periode 1950-59)
- 'Pediforma' kinderschoenen, Meppel
- C. en J. Peters 'Carera' damesschoenen, Kaatsheuvel
- 'Piatti', dameslaarzen, Waalwijk
- N.V. Schoenfabriek vh Fa. de Pont-Mannaerts, Tilburg (opgeheven in 1942)
- Pooters, damesschoenen, Kaatsheuvel
- 'President', Cees, Jan en Eduard Steenbergen, herenschoenen, Kaatsheuvel
- N.V. Schoenfabriek vh P. van Puijenbroek & Co, Tilburg (opgeheven in 1937)
- Schoenfabriek P. van Puijenbroek & Zoon, Tilburg (opgeheven in 1938)
- A.W. Puts 'Perdix' herensandalen en kinderschoenen
- J. van der Putten & Zn, Drunen (van 1921 t/m 1996, toen Durabel Schoenfabriek BV overgenomen, vanaf 2013 JJ Footwear BV)
- Paola Damesschoenen, A. van Lier en M. van Lier, Loon op Zand.
- Pimpernel Damesschoenen Kaatsheuvel, gebr. Timmers (1955 tot 1989)
- P.P. Schoenfabriek Peter en Piet, Schagen

## Q
Quick Sports (Sportschoenenfabriek BV) Sportschoenen, Hengelo (Gld) (opgericht 1907)

## R
- 'Ravo' herenschoenen, Ravenstein (1986 failliet; merk Fut)
- 'Renata' kinderschoenen, Oisterwijk
- Van Riel 'Jator' damesschoenen, Drunen
- J. van Riel-Verster, Kaatsheuvel
- Gebroeders van Riel, Gilze (1919-1963), merk Gilzo
- Rijnco, Amsterdam
- Schoenfabriek Rio Bello B.V., Tilburg (opgeheven in 1981)
- 'Rodeo' (eerst Verdon) herenschoenen, Dongen (opgericht in 1955)
- B.V. Schoenfabriek Rodeo, Tilburg (opgeheven in 1978)
- L.J.M. Roestenberg, 'Piatti' jeugdschoenen(?), Waalwijk
- A. Roosen, sandalen, Udenhout
- Cas Roosen, kinderschoenen, Haaren
- A.W. Roosen-De Bakker, 'Arbo', Kinderschoenen en pantoffels, Oisterwijk (opgericht in 1899)
- W. van Rosmalen, herenlaarzen, Dongen
- Schoenfabriek J. Rouwmaat N.V., Tilburg (opgeheven in 1972)
- J. Rouwmaat, Scapino schoenfabriek, Waalwijk. Gesloten in 1968
- 'Roswing' pantoffelfabriek, Oisterwijk
- Rehab Footwear, Waalwijk (opgericht in 2008)

## S
- A. van Sambeek's Stoomschoenlederfabriek, schoenfabriek en leerlooierij, Veldhoven
- N.V. Van der Sanden, Veldhoven
- 'San Marino' schoenfabrieken, Kaatsheuvel
- Schoenfabriek Safari, Waalwijk
- Schoenfabriek Santil, Tilburg (opgeheven in 1957)
- 'Sarina' sandalenfabriek, Eindhoven
- Schalken van Vught, 'Esvévé shoe' damesschoenen, Kaatsheuvel (opgericht in 1885)
- J Scheepens, Gilze (1947-ca. 1954), merk Crafty
- Schenkels, Oosterhout
- Scheffers, Eindhoven* Schoenmakers, 'Durabel', damesschoenen, Kaatsheuvel
- Gebr. v.d. Schoof 'Arda' schoenfabrieken, Dongen
- Schoenfabriek A.J.A. van der Schoot, Tilburg (opgeheven in 1961)
- M.C.Th. Schrauwen, Gilze (1890-1917)
- A.H. van Schijndel, luxe herenschoenen, Waalwijk (gesloten in 1965)
- Schoenfabriek Schudo, Tilburg (opgeheven in 1959)
- Schuwer & Zn, 'Jimmy Joy' kinderschoenen, Waalwijk
- S&R schoenfabrieken n.v. Nijmegen
- Sengers damesschoenen, Loon op Zand
- F. & E. van Siebergen, Gilze-Rijen
- Slaats 'Rosé' kinderschoenen, Waalwijk (gesloten in 1976)
- Smeets loopcomfort, orthopedische/maatschoenen, Sittard
- G.H. Smid, 'Valentina' meisjesschoenen, Goirle
- Smits/G. L. Smits & Cie, 'Picardi' dames gemaksschoenen en 'Brockton' herenschoenen, Dongen (opgericht in 1876)
- Smulders, Tilburg
- 'Sneeuwwitje', damesschoenen, Groesbeek
- S. Snel (& Zonen), Musselkanaal (1898 tot 1926)
- Soa, Amsterdam
- Soeterboek 'CollyNapolina' gemaksdamesschoenen, Kaatsheuvel
- 'Soli Dest' steun- en gemaksschoenen, Lichtenvoorde
- N.V. Joh. C. Spapens, damesschoenen, Waalwijk
- Speek, babyschoenfabriek, Rijswijk (ZH)
- C. Steenbergen, herenschoenen, Kaatsheuvel
- H.B. Sterenborg, 1913 voortgezet door H.M.J. en Th. G. J. Sterenborg, herenschoenen onder merk HBS, 'Sterli' kinderschoenfabriek, Lichtenvoorde (opgericht als looierij 1875, 1880 start schoenfabricage, 1964 gesloten)
- Stokkermans, Kaatsheuvel
- Studio 47, Tilburg
- Suermondt, Ign.(aat) Ravestein
- Swift Schoenfabrieken NV, Nijmegen
- Schoenmakers Schoenfabriek, Kaatsheuvel, later overgenomen door Durabel Schoenfabriek in Kaatsheuvel

## T
- 'TeeVee' schoenfabriek, Oisterwijk
- Schoenfabriek Telstar, Tilburg (opgeheven in 1965)
- 'Theeuwes' luxe, semi sportieve damesschoenen, Rijen
- 'Tico' heren- en jongensschoenen, Nijmegen
- Timmermans van Turenhout 'Timtur' luxe damesschoenen, Waalwijk (opgericht in 1806, gesloten in 1971)
- 'Trio' damesschoenen, Groesbeek
- Troja, Dongen

## U
- 'Upper ten shoe works' H.A.S.M. dames- heren- en kinderschoenen, Dongen

## V
- De Valk, Valkenswaard
- Valk, damesschoenen, Kaatsheuvel
- 'Vedeha' herenschoenen, Oisterwijk
- Gebr. Van der Velden, 'Verie', dames- en meisjessportschoenen en damesgemaksschoenen, Kaatsheuvel
- P. van de Ven-Koks, Gilze (1920-1951) merk Hercules
- Th. Verbunt herenschoenen, Dongen
- Verenigde pantoffelfabrieken, Breda
- Verhulst Shoes BV, Damescomfortschoenen, Tilburg
- Vermeer, Waalwijk
- J. Verschuur 'Nimco' aanvankelijk kinderschoenen, later ook heren- en damesschoenen en orthopedisch schoeisel, Nijmegen (opgericht in 1904)
- Frans Verschuur 'Robinson' heren- en kinderschoenen, Nijmegen (opgericht 1930; 1967 gefuseerd met plaatsgenoot Swift Schoenen)
- Fr. Vesters, dames comfortschoenen, Drunen
- B & M Vesters, 'Paletti' meisjesschoenen, Kaatsheuvel
- M.J. Vesters 'Leonparc', damesschoenen, Kaatsheuvel
- G. Vloemans 'Geveka' meisjes- en damesschoenen, Kaatsheuvel
- P.H. Vloemans 'Péhavé' damesschoenen, Kaatsheuvel
- C. Voogd damesschoenen, Kaatsheuvel
- Vrinte Stoomschoenfabriek Waalwijk, geëindigd in 1932
- N.V. Schoenfabriek Vrinten & van Mierlo, Tilburg (opgeheven in periode 1970-79)
- Vrinten en Van Mierlo 'S.B.' kinderschoenen, Tilburg
- Van der Putten Schoenfabriek B.V., activiteiten gestart in 1922
- Van de Ven modeatelier, Kaatsheuvel

## W
- Waja Schoenfabriek N.V., Tilburg (opgeheven in 1942)
- Wellen & Co Schoenfabriek B.V., Nijmegen
- Wennekes schoenfabrieken, Kaatsheuvel
- F. de Wert, herenschoenen, Hilvarenbeek
- Van Wezel Dames schoenen, Kaatsheuvel
- Whippet (Piet Kerkhof) damesschoenen, Dongen
- Schoenfabriek Wibra, Tilburg (opgeheven in periode 1970-79)
- Schoenfabriek Jos vd Wiel, Tilburg (opgeheven in 1971)
- Gebroeders van den Wildenberg, Gilze (1908-1914)
- Wilti Schoenfabriek, Tilburg (opgeheven in 1941)
- Windsor herenschoenen (Corn. van Loon) Dongen
- 'Wolff' schoenfabriek, Dongen
- L. van de Wouw, dames- meisjes- en kinderschoenen, Kaatsheuvel

## Z
- M. Zacht, Kaatsheuvel
- Schoenfabriek J.W. vd Zande, Tilburg (opgeheven in 1968)
- N.V. Schoenfabriek Het Zuiden, Tilburg (opgeheven in 1971)